# مارتين دومينغيز استيبان
مارتين دومينغيز استيبان (بالإسبانية: Martín Domínguez Esteban)‏ هو مهندس معماري إسباني، ولد في 26 ديسمبر 1897 في سان سيباستيان في إسبانيا، وتوفي في 13 سبتمبر 1970 في نيويورك في الولايات المتحدة.